# La Mano 1.9
La Mano 1.9, ou simplement La Mano, de son vrai nom Ulrich Zie, né le 20 août 2001 à Paris, est un rappeur et chanteur français.

## Biographie

### Jeunesse
D'origine ivoirienne, La Mano 1.9 naît le 20 août 2001. Il est originaire du 19e arrondissement de Paris,.

### Carrière
Il se fait connaître sur TikTok avec des titres souvent très drill et agressifs et très lovely.
Depuis 2024, La Mano 1.9 est apparu sur plusieurs morceaux aux côtés de rappeurs français incluant Gazo, Zed, Niska, Guy2Bezbar, Dinos, Genezio ou encore Tiakola,.
Le 13 mai 2025, lors de la cérémonie des Flammes organisée par Booska-P et Yard, La Mano 1.9 remporte le trophée de la révélation masculine de 2024. Le 27 juin 2025, il sort R.A.T, son premier album studio comportant 18 morceaux dont trois collaborations avec Tiakola, Vacra et SDM,. 

## Discographie

### Singles
| Titre                      | Année | Meilleures positions | Meilleures positions | Certifications          | Album |
| Titre                      | Année | FRA                  | BEL                  | Certifications          | Album |
| -------------------------- | ----- | -------------------- | -------------------- | ----------------------- | ----- |
| R.A.T #1                   | 2021  | –                    | –                    | –                       | –     |
| I DON'T LIKE               | 2023  | –                    | –                    | –                       | –     |
| Freestyle Sponge           | 2023  | –                    | –                    | –                       | –     |
| Opps                       | 2023  | –                    | –                    | –                       | –     |
| N#gro                      | 2023  | –                    | –                    | –                       | –     |
| I SAY                      | 2024  | –                    | –                    | –                       | –     |
| Hors la loi                | 2024  | –                    | –                    | –                       | –     |
| Graah!                     | 2024  | –                    | –                    | –                       | –     |
| P.A.M.P                    | 2024  | –                    | –                    | –                       | –     |
| J'coupe tout (feat. Musto) | 2024  | –                    | –                    | –                       | –     |
| Block 51                   | 2024  | –                    | –                    | –                       | –     |
| Canon                      | 2024  | –                    | –                    | –                       | –     |
| Canon (feat. Niska)        | 2024  | 66                   | –                    | France (SNEP) : Or      | –     |
| I'm Sorry                  | 2024  | 26                   | –                    | France (SNEP) : Platine | R.A.T |
| Sexy Woman                 | 2025  | 21                   | –                    | France (SNEP) : Platine | R.A.T |
| Fake                       | 2025  | 153                  | –                    | –                       | –     |
| Business Man               | 2025  | 103                  | –                    | –                       | R.A.T |
| 27.06.2025 (Magie)         | 2025  | 143                  | –                    | –                       | R.A.T |
| Célibataire                | 2025  | –                    | –                    | –                       | R.A.T |

### Collaborations
- 2023 : La quoi? de Nono La Grinta (feat. La Mano 1.9)
- 2024 : La Mano dans la mallette de Raplume (feat. La Mano 1.9)
- 2024 : Tout y est de Oboy (feat. La Mano 1.9 & Jozii)
- 2024 : Pataya de Weeb (feat. La Mano 1.9)
- 2024 : Stéphanie de La Hasba22 (feat. La Mano 1.9)
- 2024 : On tape de Booska-P (feat. La Mano 1.9)
- 2024 : El Gemano de Genezio (feat. La Mano 1.9)
- 2024 : G.A.N.G de Tiakola (feat. La Mano 1.9 et Niska) (sur la mixtape BDLM Vol. 1)
- 2024 : Pop de Gazo (feat. La Mano 1.9) (sur l'album Apocalypse)
- 2024 : Type Shit de Bilouki (feat. La Mano 1.9)
- 2024 : Le plan de JRK 19 (feat. La Mano 1.9)
- 2024 : D Block Afrique de Dinos (feat. Jolagreen et La Mano 1.9)
- 2025 : Hockey de Zed (feat. La Mano 1.9)
- 2025 : No Stress de DVM (feat. Favé et La Mano 1.9)
- 2025 : Jerrican de Guy2Bezbar (feat. La Mano 1.9) (sur l'album Black House)
- 2025: J'aime de Genezio (feat. Leto et La Mano 1.9) (sur l'EP Gé Leak)

- 2025 : Jump de L2B (feat. IDS et La Mano 1.9)

- 2025: Parisienne de Gims (feat. La Mano 1.9)

### Autres chansons classées
| Titre                                                      | Année | Meilleur position | Meilleur position | Meilleur position | Certification           | Album       |
| Titre                                                      | Année | FRA               | BEL               | SUI               | Certification           | Album       |
| ---------------------------------------------------------- | ----- | ----------------- | ----------------- | ----------------- | ----------------------- | ----------- |
| Enlève tes pes-sa (Leto feat. Kaaris, JKSN et La Mano 1.9) | 2024  | 55                | –                 | –                 | –                       | –           |
| Tout y est (Oboy feat. La Mano 1.9 et Jozii)               | 2024  | 143               | –                 | –                 | –                       | –           |
| El gemano (Genezio feat. La Mano 1.9)                      | 2024  | 54                | –                 | –                 | France (SNEP) : Platine | –           |
| G.A.N.G (Tiakola feat. Niska et La Mano 1.9)               | 2024  | 9                 | –                 | –                 | France (SNEP) : Or      | BDLM Vol. 1 |
| Pop (Gazo feat. La Mano 1.9)                               | 2024  | 35                | –                 | –                 | France (SNEP) : Or      | Apocalypse  |
| Le plan (JRK 19 feat. La Mano 1.9)                         | 2024  | 103               | –                 | –                 | –                       | –           |
| D block Afrique (Dinos feat. Jolagreen23 et La Mano 1.9)   | 2024  | 48                | –                 | –                 | –                       | –           |
| Hockey (Zed feat. La Mano 1.9)                             | 2025  | 50                | –                 | –                 | –                       | –           |
| No Stress (DVM feat. Favé & La Mano 1.9)                   | 2025  | 58                | –                 | –                 | –                       | –           |
| Jerrican (Guy2Bezbar feat. La Mano 1.9)                    | 2025  | 54                | –                 | –                 | France (SNEP) : Or      | Black House |
| Jump (L2B feat. IDS et La Mano 1.9)                        | 2025  | 58                | –                 | –                 | –                       | –           |
| Encore                                                     | 2025  | 169               | –                 | –                 | –                       | R.A.T.      |
| Crime ensoleillé (feat. Tiakola)                           | 2025  | 32                | –                 | –                 | –                       | R.A.T.      |
| Swat (feat. SDM)                                           | 2025  | 45                | –                 | –                 | –                       | R.A.T.      |
| Parisienne de Gims (feat. La Mano 1.9)                     | 2025  | 2                 | 8                 | 28                | –                       |             |

## Distinction
| Année | Récompenses | Travail nommé | Catégories                                   | Résultat | Réf.   |
| ----- | ----------- | ------------- | -------------------------------------------- | -------- | ------ |
| 2025  | Les Flammes | Lui-même      | Flamme de la révélation masculine de l'année | Lauréat  | [ 13 ] |